# Félix Porteiro
Félix Porteiro (1983. augusztus 26. –) spanyol autóversenyző.

## Pályafutása
2001-ben negyedik helyen zárt a spanyol formula 3-as bajnokságban. 2002 és 2004 között a World Series by Nissan sorozatban versenyzett. 2005-ben még részt vett a már World Series by Renault néven futó szezonban is. 2006-ban a Campos Racing csapatával állt rajthoz a GP2-es bajnokságon, és a huszonkettedik helyen zárta a szezont.

### Túraautózás

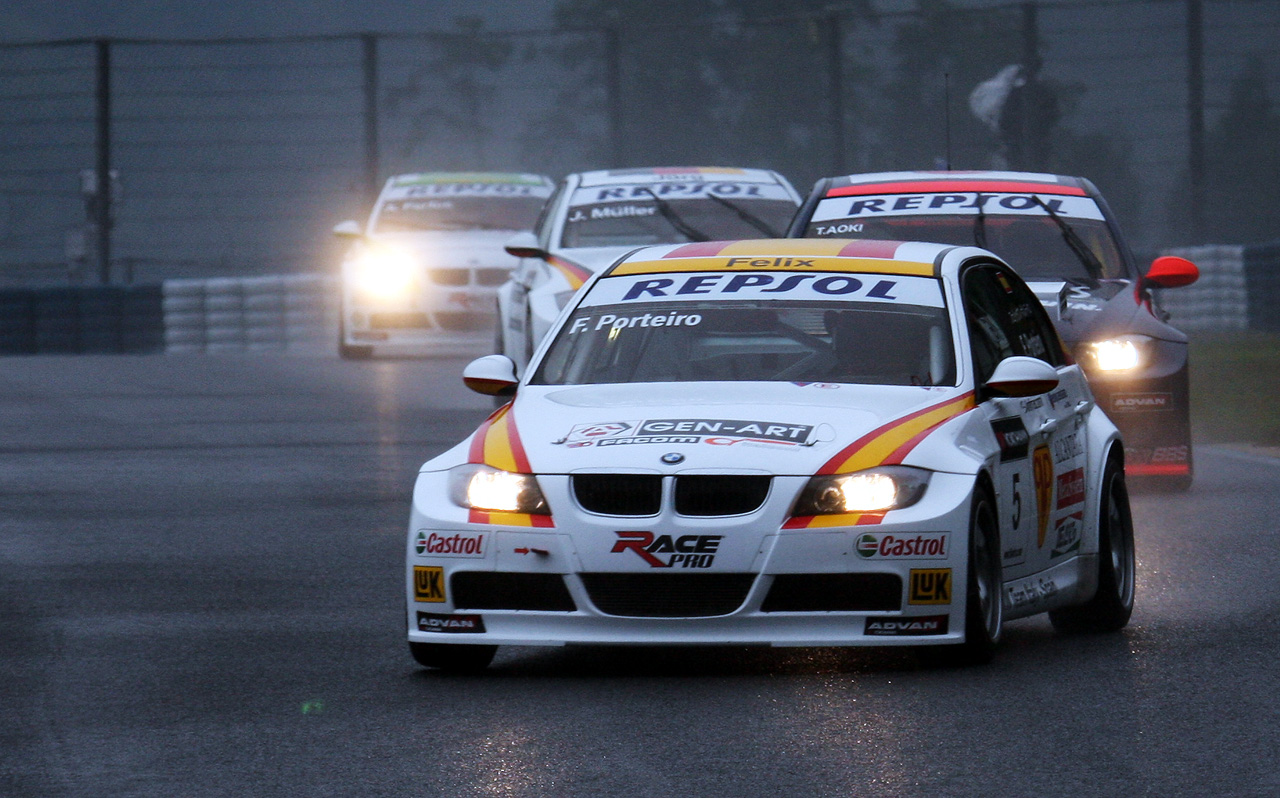
2008-ban a japán nagydíjon

Ötödik helyen végzett a 2006-os európai túraautó kupán. 2007-től a túraautó-világbajnokság versenyein állt rajthoz. Első évében egy győzelmet és további két dobogós helyezést szerzett, végül harminckét pontjával a tizenkettedik helyen zárta a szezont. A 2008-as évben megnyerte a német nagydíj második futamát, valamint több alkalommal volt dobogós, végül a tizedik helyen végzett az összetett értékelésben.
A 2009-es szezonban már nem gyári versenyzőként indult. Félix a független versenyzők bajnokságában versenyzett a Proteam Motorsport alakulatával. A bajnokságot a második helyen zárta, három pont hátrányban a győztes Tom Coronel mögött. Az abszolút értékelésben a tizenötödik helyen végzett az év végén.

## Eredményei

### Teljes Formula Renault 3.5-ös eredménysorozata
| Év   | Csapat          | 1       | 2       | 3        | 4     | 5        | 6        | 7        | 8        | 9        | 10       | 11      | 12      | 13       | 14      | 15      | 16      | 17      | Helyezés | Pont |
| ---- | --------------- | ------- | ------- | -------- | ----- | -------- | -------- | -------- | -------- | -------- | -------- | ------- | ------- | -------- | ------- | ------- | ------- | ------- | -------- | ---- |
| 2005 | Epsilon Euskadi | ZOL 1 5 | ZOL 2 9 | MON 1 Ki | VAL 1 | VAL 2 Ki | LMS 1 18 | LMS 2 11 | BIL 1 20 | BIL 2 11 | OSC 1 Ki | OSC 2 9 | DON 1 6 | DON 2 Ki | EST 1 5 | EST 2 1 | MNZ 1 2 | MNZ 2 4 | 5.       | 77   |

### Teljes GP2-es eredménylistája
| Év   | Csapat        | 1          | 2          | 3          | 4         | 5          | 6          | 7          | 8          | 9         | 10        | 11          | 12         | 13         | 14         | 15         | 16         | 17         | 18         | 19         | 20         | 21         | Helyezés | Pont |
| ---- | ------------- | ---------- | ---------- | ---------- | --------- | ---------- | ---------- | ---------- | ---------- | --------- | --------- | ----------- | ---------- | ---------- | ---------- | ---------- | ---------- | ---------- | ---------- | ---------- | ---------- | ---------- | -------- | ---- |
| 2006 | Campos Racing | VAL FEA Ki | VAL SPR Ki | IMO FEA 10 | IMO SPR 6 | NÜR FEA 16 | NÜR SPR Ki | CAT FEA 17 | CAT SPR Ki | MON FEA 6 | SIL FEA 8 | SIL SPR Kiz | MAG FEA 18 | MAG SPR 10 | HOC FEA 12 | HOC SPR 18 | HUN FEA Ki | HUN SPR 12 | IST FEA Ki | IST SPR Ki | MNZ FEA Ki | MNZ SPR Ki | 22.      | 5    |

### Teljes Túraautó-világbajnokság eredménylistája
| Év   | Csapat                      | Autó      | 1   | 1   | 2   | 2   | 3   | 3   | 4   | 4   | 5   | 5   | 6   | 6   | 7   | 7   | 8   | 8   | 9   | 9   | 10  | 10  | 11  | 11  | 12  | 12  | Hely | Pont |
| 2007 | BMW Team Italy-Spain        | BMW 320si | CUR | CUR | ZAN | ZAN | VAL | VAL | PAU | PAU | BRN | BRN | POR | POR | AND | AND | OSC | OSC | BRA | BRA | MON | MON | MAC | MAC |     |     | 12.  | 32   |
| ---- | --------------------------- | --------- | --- | --- | --- | --- | --- | --- | --- | --- | --- | --- | --- | --- | --- | --- | --- | --- | --- | --- | --- | --- | --- | --- | --- | --- | ---- | ---- |
| 2007 | BMW Team Italy-Spain        | BMW 320si | Ki  | Ki  | 11  | 8   | Ki  | 19  | 5   | Ki  | 1   | 3   | 17  | 18  | 14  | 16  | Ki  | 20  | 9   | 2   | 18  | Ki  | 12  | 7   |     |     | 12.  | 32   |
| 2008 | BMW Team Italy-Spain        | BMW 320si | CUR | CUR | PUE | PUE | VAL | VAL | PAU | PAU | BRN | BRN | EST | EST | BRA | BRA | OSC | OSC | IMO | IMO | MON | MON | OKA | OKA | MAC | MAC | 10.  | 51   |
| 2008 | BMW Team Italy-Spain        | BMW 320si | 6   | 3   | 16  | 20  | 22  | 10  | 15  | 12  | 2   | 4   | 8   | 4   | 6   | 2   | 8   | 1   | 10  | Ki  | Ki  | 12  | Ki  | 8   | 14  | Ni  | 10.  | 51   |
| 2009 | Scuderia Proteam Motorsport | BMW 320si | CUR | CUR | PUE | PUE | MAR | MAR | PAU | PAU | VAL | VAL | BRN | BRN | POR | POR | BRA | BRA | OSC | OSC | IMO | IMO | OKA | OKA | MAC | MAC | 15.  | 10   |
| 2009 | Scuderia Proteam Motorsport | BMW 320si | 8   | 7   | 10  | 9   | 13  | 10  | Kiz | 17  | 10  | 15  | 7   | 4   | 14  | 13  | 14  | 15  | Ki  | 15  | 9   | 12  | 14  | 11  | 14  | 12  | 15.  | 10   |

## Külső hivatkozások
- Hivatalos honlapja (archív, 2010)
- DriverDB adatlapja

1. ↑  a születési helyből következtetve